# Pusiola isabellina
Pusiola isabellina là một loài bướm đêm thuộc phân họ Arctiinae, họ Erebidae.